# (675) Liudmila
(675) Liudmila es un asteroide que forma parte del cinturón de asteroides y fue descubierto el 30 de agosto de 1908 por Joel Hastings Metcalf desde el observatorio de Taunton, Estados Unidos.

## Designación y nombre
Liudmila se designó inicialmente como 1908 DU.
Más tarde, fue posiblemente nombrada por Liudmila, un personaje de la ópera Ruslán y Liudmila del compositor ruso Mijaíl Glinka (1804-1857).

## Características orbitales
Liudmila está situado a una distancia media de 2,771 ua del Sol, pudiendo acercarse hasta 2,214 ua. Su excentricidad es 0,2009 y la inclinación orbital 9,783°. Emplea 1685 días en completar una órbita alrededor del Sol.